# Корзовское сельское поселение
Корзовское сельское поселение — муниципальное образование в составе Хиславичского района Смоленской области России.
Административный центр — деревня Корзово.

## Географические данные
- Расположение: северо-западная часть Хиславичского района
- Граничит:
  - на северо-востоке — с Упинским сельским поселением
  - на востоке — с Хиславичским городским поселением
  - на юго-востоке — с Печерским сельским поселением
  - на юге — с Иозефовским сельским поселением
  - на юго-западе — с Кожуховичским сельским поселением
  - на северо-западе — с Монастырщинским районом
- По территории поселения проходят автодороги Хиславичи — Монастырщина и Починок — Мстиславль.
- Крупная река: Сож.

## История
В прошлом территория поселения принадлежала дворянам Салтыковым. До 25 мая 1919 года территория поселения входила в состав Перянской волости Мстиславского уезда Могилёвской губернии, затем земли находились в составе Гомельской губернии, с 30 июня 1919 года поселение уже в составе Смоленской губернии. Корзовский сельский совет был образован в 1977 году.
Корзовское сельское поселение образовано Законом от 20 декабря 2004 года.
Законом Смоленской области от 20 декабря 2018 года, к 1 января 2019 года в Корзовское сельское поселение были включены все населённые пункты упразднённого Упинского сельского поселения.

## Население
| 2011 | 2012 | 2013 | 2014 | 2015 | 2016 | 2017 |
| ---- | ---- | ---- | ---- | ---- | ---- | ---- |
| 665  | ↘653 | ↘652 | ↘631 | ↘613 | ↘601 | ↘585 |
| 2018 | 2019 | 2020 | 2021 |      |      |      |
| ↘562 | →562 | ↗819 | ↘693 |      |      |      |

## Населённые пункты
На территории поселения находятся 22 населённых пункта:
| №  | Населённый пункт | Тип     | Население |
| -- | ---------------- | ------- | --------- |
| 1  | Анновка          | деревня | 32        |
| 2  | Большие Лызки    | деревня | 92        |
| 3  | Ващиловка        | деревня | 15        |
| 4  | Еловцы           | деревня | 5         |
| 5  | Иванов Стан      | деревня | 4         |
| 6  | Кобылкино        | деревня | 19        |
| 7  | Козлово-1        | деревня | 63        |
| 8  | Козлово-2        | деревня | 3         |
| 9  | Корзово          | деревня | 376       |
| 10 | Коханово         | деревня | 17        |
| 11 | Красный Посёлок  | деревня | 27        |
| 12 | Лобановка        | деревня | 45        |
| 13 | Малинник         | деревня | 49        |
| 14 | Мешковка         | деревня | 1         |
| 15 | Михайлова Буда   | деревня | 0         |
| 16 | Осиновка         | деревня | 0         |
| 17 | Селезеньки       | деревня | 28        |
| 18 | Семыговка        | деревня | 0         |
| 19 | Слобода          | деревня | 32        |
| 20 | Суховилы         | деревня | 11        |
| 21 | Упино            | деревня | 166       |
| 22 | Шеньковка        | деревня | 9         |

### Упразднённые населённые пункты
- деревня Екатеринки

## Экономика
4 сельхозпредприятия, средняя школа.